# ایلمر هالدن
ایلمر هالدن (انگلیسی: Aylmer Haldane; ۱۷ نوامبر ۱۸۶۲ – ۱۹ آوریل ۱۹۵۰) فرد نظامی اهل بریتانیا بود. وی همچنین برندهٔ جوایزی همچون نشان حمام شده‌است.